# FK 데치치
FK 데치치(몬테네그로 키릴 문자 : ФК Дечић)는 몬테네그로 투지에 위치한 몬테네그로의 축구 클럽이다. 현재 클럽은 몬테네그로 1부 리그 소속이다.

## 선수 명단

### 현역
- 드라슈코 보조비치(2021 ~ )
- 스테판 밀리치(2023 ~ )
- 올리버 사르키치(2023 ~ )

### 역대
- 박병현(2016)

## 같이 보기
- 투지 (몬테네그로)
- 포드고리차
- 몬테네그로 1부 리그